# 스타필로스
스타필로스(Staphylos)는 그리스 신화에 나오는 아리아드네의 아들이다. 크레타 섬의 왕 미노스의 딸 아리아드네가 디오니소스와의 사이에서 낳은 아들이다. 형제인 에우리메돈과 함께 황금의 양모피를 찾는 아르고호의 모험에 참여하였으며, 크리소테미스와 결혼하여 몰파디아, 로이오, 파르테노스 등의 딸을 낳았다. 스타필로스는 비바스토스에서 아르고스의 건설자 포로네우스의 아들 리르코스를 맞이하여 술에 취하게 한 뒤 몰파디아로 하여금 동침하게 하였다. 이때 임신한 몰파디아는 아들 바실로스를 낳았으며, 나중에 아버지의 가혹한 처사를 견디지 못하여 바위에서 몸을 던져 자살하였다고 한다. 로이오는 아폴론과 관계하여 처녀의 몸으로 임신하였는데, 스타필로스는 이 사실을 알고 화가 나서 딸을 상자에 넣어 바다에 버렸다. 로이오는 델로스섬에 닿아 아들 아니오스를 낳았다. 파르테노스는 크리소테미스가 아폴론과의 사이에서 낳은 딸이라고도 한다.

## 같이 보기
- 로이오